# Heterosit
Heterosit ist ein eher selten vorkommendes Mineral aus der Mineralklasse der „Phosphate, Arsenate und Vanadate“ mit der idealisierten Zusammensetzung Fe3+[PO4] und ist damit chemisch gesehen Eisen(III)-phosphat. Da Heterosit eine lückenlose Mischkristallreihe mit Purpurit (Mn3+[PO4]) bildet und deshalb in der Natur immer mit einem gewissen Anteil an Mangan in der Verbindung zu finden ist, wird die Formel von Heterosit allgemein auch mit (Fe3+,Mn3+)[PO4] angegeben.
Heterosit kristallisiert im orthorhombischen Kristallsystem, bildet jedoch keine sichtbaren Kristalle aus. Wie sein Verwandter Purpurit findet sich auch Heterosit üblicherweise in Form körniger bis massiger Aggregate von purpurrosa bis violetter, selten auch grünlichbrauner Farbe. Die Oberflächen frischer Proben weisen meist einen seidigen Glanz auf. Mit der Zeit kann die Farbe durch Verwitterung in ein dunkles Braun bis Bräunlichschwarz übergehen und die Oberflächen werden matt.

## Etymologie und Geschichte
Erstmals entdeckt wurde Heterosit bei Les Hureaux nahe der Gemeinde Saint-Sylvestre im französischen Département Haute-Vienne. Wissenschaftlich beschrieben wurde er 1825 durch François Alluaud (1778–1866), der das Mineral nach dem griechischen Wort ἕτερος [heteros] für „abweichend“ benannte. Alluaud selbst gab keine Begründung für den gewählten Namen an. Da er allerdings zeitgleich ein weiteres, sekundäres Mangan-Eisen-Phosphat aus derselben Typlokalität beschrieb und offensichtlich nach dieser als Hureaulith ((Mn,Fe)5[(PO3OH)2|(PO4)2]·4H2O) bezeichnete, wird vermutet, dass er den Heterosit in Anlehnung an seine abweichende chemische Zusammensetzung benannte.

## Klassifikation
In der mittlerweile veralteten, aber noch gebräuchlichen 8. Auflage der Mineralsystematik nach Strunz gehörte der Heterosit zur allgemeinen Abteilung der „Wasserfreien Phosphate ohne fremde Anionen“, wo er zusammen mit Ferrisicklerit, Lithiophilit, Marićit, Natrophilit, Purpurit, Sicklerit, Simferit und Triphylin die unbenannte Gruppe VII/A.02 bildete.
Die seit 2001 gültige und von der International Mineralogical Association (IMA) verwendete 9. Auflage der Strunz'schen Mineralsystematik ordnet den Heterosit ebenfalls in die Abteilung der „Phosphate usw. ohne zusätzliche Anionen; ohne H2O“ ein. Diese ist allerdings weiter unterteilt nach der relativen Größe der beteiligten Kationen, so dass das Mineral entsprechend seiner Zusammensetzung in der Unterabteilung „Mit mittelgroßen Kationen“ zu finden ist, wo es zusammen mit Ferrisicklerit, Lithiophilit, Natrophilit, Purpurit, Sicklerit, Simferit und Triphylin die „Triphylingruppe“ mit der System-Nr. 8.AB.10 bildet.
Auch die vorwiegend im englischen Sprachraum gebräuchliche Systematik der Minerale nach Dana ordnet den Heterosit in die Klasse der „Phosphate, Arsenate und Vanadate“ und dort in die Abteilung der „Wasserfreie Phosphate etc.“ ein. Hier ist er nur zusammen mit Purpurit in der unbenannten Gruppe 38.04.01 innerhalb der Unterabteilung der „Wasserfreien Phosphate etc., A+XO4“ zu finden.

## Kristallstruktur
Heterosit kristallisiert orthorhombisch in der Raumgruppe Pbnm (Raumgruppen-Nr. 62, Stellung 3) mit den Gitterparametern a = 4,77 Å; b = 9,79 Å und c = 5,83 Å sowie 4 Formeleinheiten pro Elementarzelle.

## Bildung und Fundorte

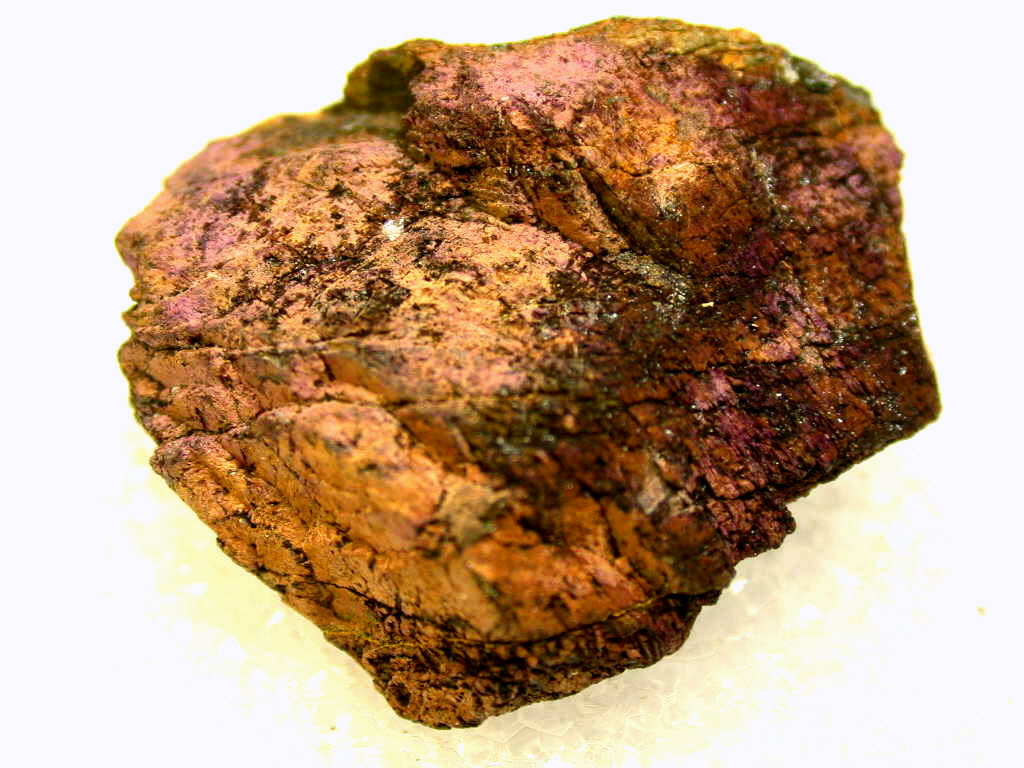
Heterosit (violett) und Ferrisicklerit (braun) aus der Grube Palermo Nr. 1, Groton, Grafton County, New Hampshire, USA

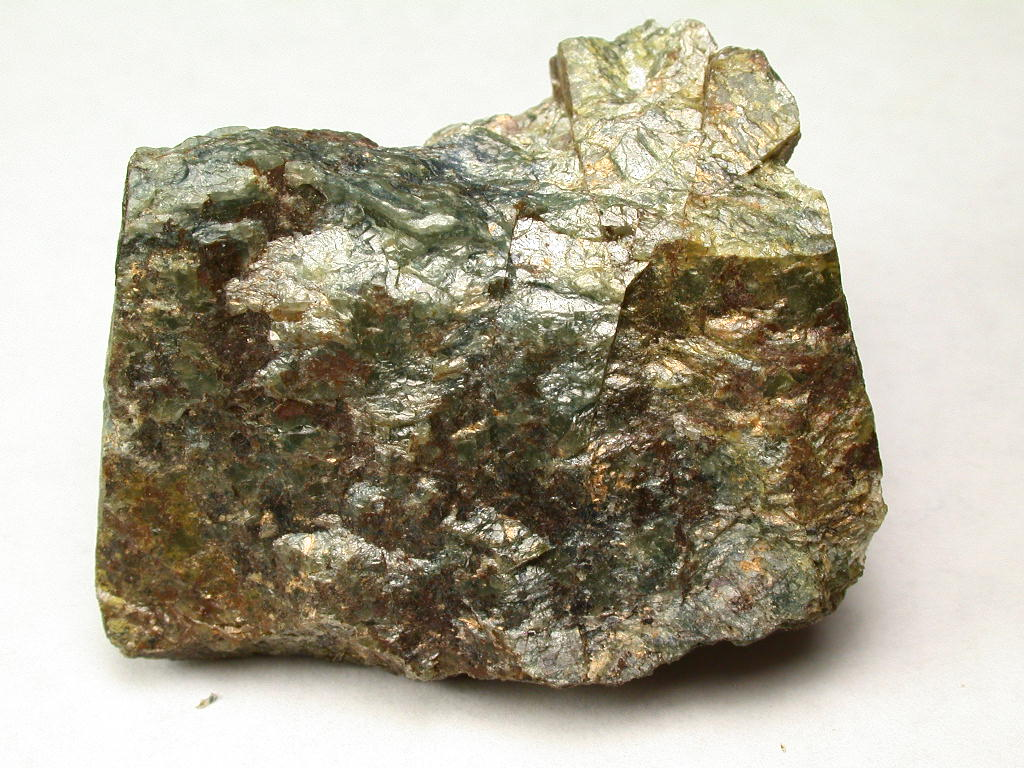
Kristalline Masse aus Heterosit von seltener grünlichbrauner Farbe aus dem Steinbruch Black Mountain bei Rumford, Oxford County (Maine), USA (Größe 48 mm × 42 mm × 18 mm)

Heterosit bildet sich wie Purpurit überwiegend sekundär als krustenbildendes Oxidationsprodukt aus Triphylin (LiFe[PO3]) oder Lithiophilit (LiMn[PO3]). Selten kann er auch primär in Form körniger Massen in granitischen Pegmatiten entstehen. Als Begleitminerale treten neben Triphylin bzw. Lithiophilit unter anderem noch Ferrisicklerit und viele andere sekundäre Phosphat-Minerale auf.
Als eher seltene Mineralbildung kann Heterosit an verschiedenen Fundorten zum Teil zwar reichlich vorhanden sein, insgesamt ist er aber wenig verbreitet. Als bekannt gelten bisher (Stand: 2012) rund 190 Fundorte. Neben seiner Typlokalität Les Hureaux trat das Mineral in Frankreich unter anderem noch an mehreren Orten nahe Razès, bei Montesquieu-des-Albères (Pyrénées-Orientales) sowie bei Auzat (Département Ariège) und im Vallée d'Aure (Département Hautes-Pyrénées) auf.
In Deutschland fand sich Heterosit bisher nur in Bayern, genauer am Hennenkobel (Hühnerkobel) und am Pauliberg bei Zwiesel, an mehreren Orten nahe Hagendorf (Waidhaus) und bei Pleystein im Oberpfälzer Wald.
In Österreich fand man das Mineral bei einem Spodumen-Versuchsabbau am Brandrücken (siehe auch Bergbau in Kärnten) sowie nahe dem Laggerhof am Millstätter See und bei Wolfsberg in Kärnten.
Der bisher einzige bekannte Fundort in der Schweiz ist das Pontetal nahe Brissago TI im Kanton Tessin.
Weitere Fundorte liegen unter anderem in Angola, Argentinien, Australien, Bolivien, Brasilien, Finnland, Italien, Kasachstan, Madagaskar, Marokko, Namibia, Polen, Portugal, Ruanda, Schweden, Spanien, Südafrika, Südkorea, Tschechien und den Vereinigten Staaten von Amerika (USA).